# ウプサラ天文台

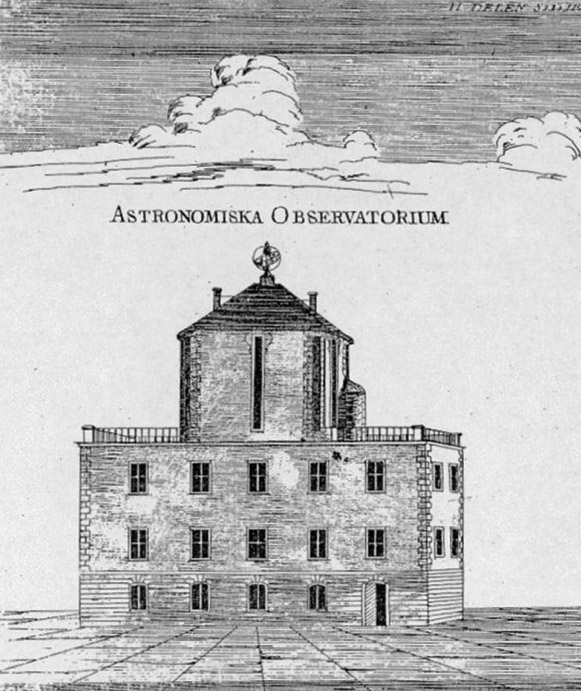
セルシウスが創設した天文台（同時代の版画家による木版画）

ウプサラ天文台（Astronomiska observatoriet i Uppsala）はスウェーデンで最も古い天文台である。ウプサラ大学で天文学が教えられた記録は1480年代にあり、ウプサラ大学に天文学の教授職は1593年に設けられたが、天文台が設立されたのは1741年であった。
18世紀に、アンデルス・セルシウスはウプサラで研究を行い、1741年に天文台を設立した。セルシウスはウプサラの街中に中世に造られた石造りの家を購入させ、屋根の上に観測所を造った。セルシウスはこの家に住み研究を行った。この観測所は1853年に現在は、"old observatory"と呼ばれる建物が建設されるまで使用されていた。セルシウスの家は現在も残されているが、屋根の上の観測所は1857年に解体された。
19世紀にはアンデルス・オングストロームが天文台の学芸員となり、天文学、物理学、光学の実験を行った。クヌート・オングストロームもまたウプサラ天文台で太陽からの熱放射と地球大気による吸収の研究を行った。
2000年に天文台と宇宙物理研究所は合同され、オングストローム研究所の天文台・宇宙物理部門となった。ウプサラの施設のほかに、クヴィスタベリ天文台とオーストラリアのサイディング・スプリング天文台のウプサラ南天観測所の管理も行っている。